# Осипово (Яконовське сільське поселення)
Осипово (рос. Осипово) — присілок в Торжоцькому районі Тверської області Російської Федерації.
Населення становить 20 осіб. Входить до складу муніципального утворення Яконовське сільське поселення.

## Історія
Від 2005 року входить до складу муніципального утворення Яконовське сільське поселення.

## Населення
| 1859 | 1884 | 2002 | 2010 |
| ---- | ---- | ---- | ---- |
| 266  | ↘249 | ↘27  | ↘20  |